# Watermolen van Rotselaar
De Watermolen van Rotselaar of Molen Van Doren, in de erfgoedinventaris als Maalderij Van Doren vermeld, is een watermolen van het turbinetype op de Dijle, in gebruik als waterkrachtcentrale.

## Geschiedenis
De molen wordt voor het eerst vermeld in 1217 als hij bij het overlijden van de heer van Rotselaar is opgenomen in de erfenis. Later kwam hij in bezit van de hertogen van Aarschot, de familie De Croÿ tot 1612 en later van Arenberg. Deze laatste lieten in 1573 een molenaarswoning, met een peervormige versiering, die we op meerdere gebouwen van de familie Arenberg vinden, bouwen.
Gedurende de Reformatieoorlogen werd de molen vernield, maar in 1664 door de Hertog Van Croÿ herbouwd. De molen was in die tijd de op twee na grootste molen van de Nederlanden.
Na de aanleg van het Kanaal Leuven-Dijle werd de molen voorzien van graan door paarden. Hiervoor werd in 1777 de molen uitgebreid met stallen. Gedurende de daaropvolgende jaren werd er meerder keren verbouwd en werden ook schuren bijgebouwd.
Uiteindelijk stopte de molen in 1968 met werken, vanwege te grote concurrentie van industriële maalderijen. De molen werd vanaf 1973 niet meer bewoond en raakte in verval. Uiteindelijk kreeg op 22 juni 1983 de molen bescherming als industrieel archeologisch monument.
Een vzw uit Leuven kocht de molen en gebruikte hem als een soort jeugdkamp, waarmee men aan de restauratie begon. De gebouwen zijn een samenwoningsproject, waarin een 30-tal mensen woont. Het waterrad produceert al vanaf 1995 groene stroom en is sinds 2004 eigendom van Ecopower. De turbine heeft een vermogen van 75 kW en levert per jaar ongeveer 500.000 kWh.